# Riscodopa parva
Riscodopa parva är en mossdjursart som beskrevs av Gordon 1989. Riscodopa parva ingår i släktet Riscodopa och familjen Petraliellidae. Inga underarter finns listade i Catalogue of Life.